# Коляка Раїса Іванівна
Коляка Раїса Іванівна (24 серпня 1958, с. Карабутове Конотопського району Сумської області — 29 грудня 2009 смт Решетилівка Полтавської області) — майстриня художнього ткацтва, членкиня Національної Спілки майстрів народного мистецтва України.

## Біографія
Раїса Іванівна Коляка народилась 24 серпня 1958 року в с. Карабутове Конотопського району Сумської області.
В 1977 році закінчила Кролевецьке училище (Сумська область). Наставник — Г. Соловйов. Отримавши професійну освіту, працювала в Решетилівці: майстром ткацької дільниці фабрики художніх виробів. Від 1990 року — майстром виробничого навчання Художнього професійного ліцею з ткацтва. Навчала майстерності створення традиційних та тематичних гобеленів, килимових виробів, що зачаровують красою, українською самобутністю та неповторністю, відтворюють родинні традиції. Учасниця мистецьких виставок від 1994.
Працювала в Решетилівці майстром ткацької дільниці фабрики художніх виробів: виготовляла тканини, що оздоблюють сучасне житло, інтер'єри для громадських установ та підприємств, та для створення одягу. До її готової продукції входять декоративні рушники, покривала і скатертини, наволочки для диванних подушок, килими, серветки, тканини для жіночого одягу тощо. Від 1990 року — майстром виробничого навчання Художнього професійного ліцею з ткацтва.

## Роботи та досягнення
Серед робіт майстрині– ткані перебірні рушники, плахти (ручне ткацтво), тканини для жіночих блуз та суконь, жіночий костюм. Твори її ілюстровані в альбомі.
З 1991 року — член Національної спілки художників України. Творчо працює над створенням рушників і тканин для жіночих суконь.
Її кращі твори експонувалися на районних, обласних, Всеукраїнських виставках, конкурсах народного і декоративно-ужиткового мистецтва. Майстриня відзначена кількома Почесними грамотами, дипломами, подяками, преміями.